# GVP A530 Turbo

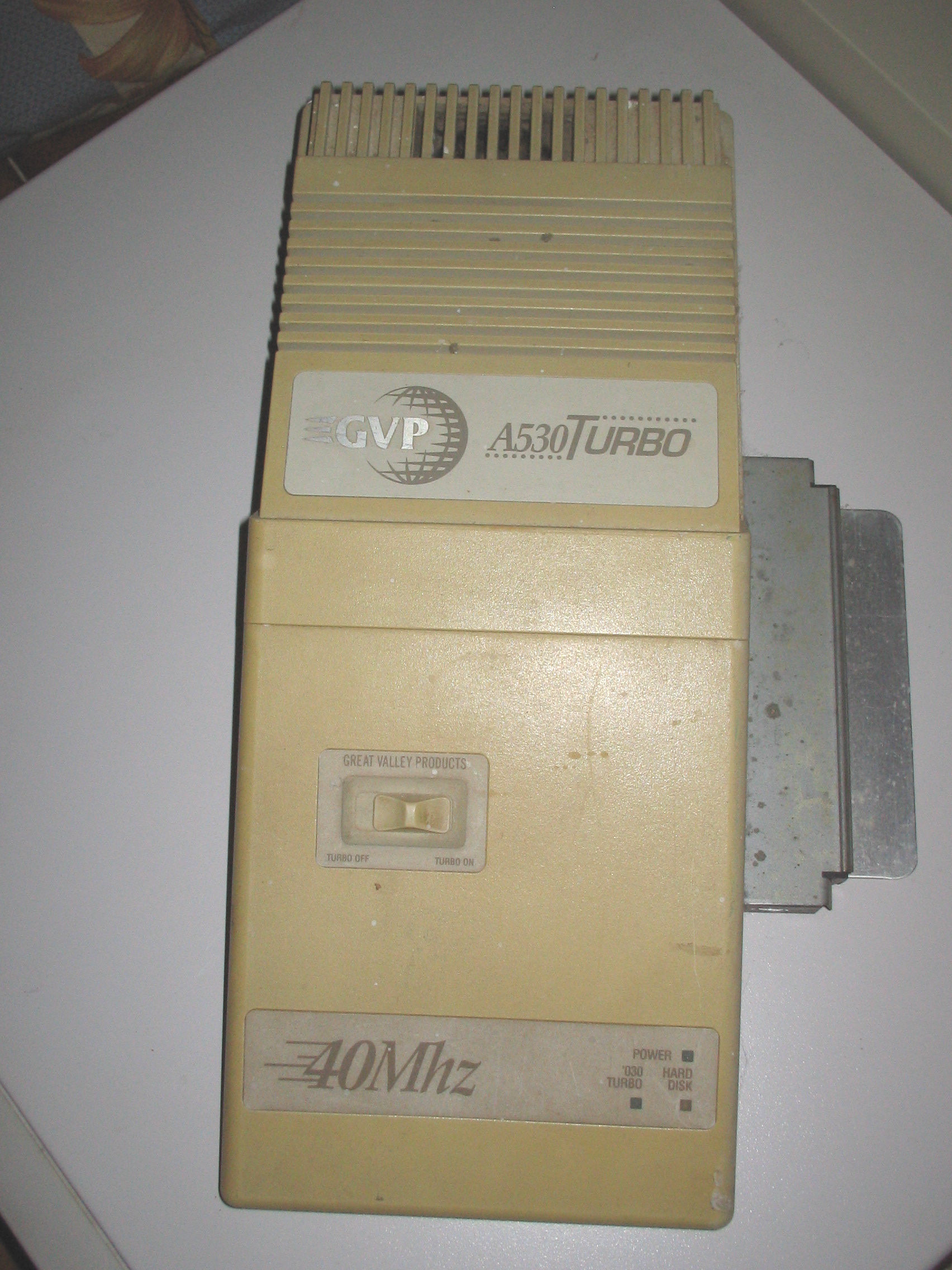
GVPA530 Turbo con un motorola 68030 a 40 MHz, con FPU, 4 Megas de memoria RAM y un disco duro SCSI de 122 Megas de almacenamiento. (suficiente para cientos de aplicaciones profesionales, incluyendo también videojuegos, música en formato mod e imágenes).

La GVP A530 Turbo fue una placa base de expansión para el computador Amiga 500 o 500+. Incorporaba un procesador motorola 68030 a 40 MHz, y un zócalo para acoplarle una FPU; así como expansión de memoria RAM de hasta 8 Megas y una controladora SCSI de hasta 8 discos rígidos. Esta implementación convertía a un Miggy (Del inglés, Amiguito) que estuviese equipado con una ROM 2.0 (mediante un conmutador externo que puenteaba dos chips internos, permitía tener al mismo tiempo instalada cualquier otra ROM, este dispositivo era opcional y no oficial, consistía en inventos de ingenieros particulares) o superior, en una potente plataforma de modelado y renderizado de gráficos tridimensionales, con el clásico Imagine, así como titulación y presentación de vídeo con el editor de vídeo profesional Scala (usado en la televisión sueca y la española, en la que mostraban un reloj y alguna información antes de comenzar la programación) entre otras muchas cosas.

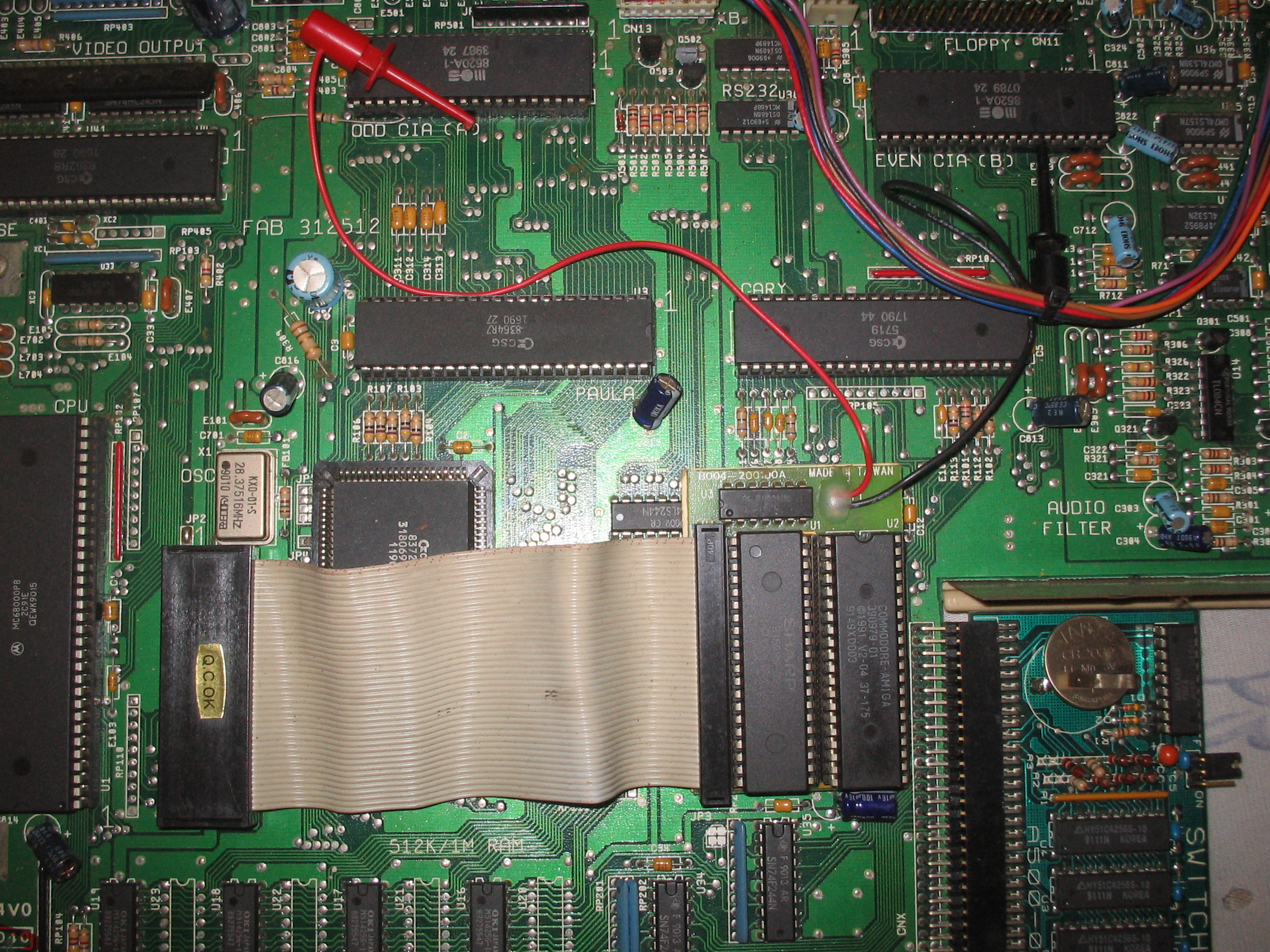
El conmutador que permitía intercambiar de ROM mediante la pinza roja y negra que se enganchaban a una patilla predeterminada de los chips.

La GVP permitía a un Amiga500 estar completamente operativo en 5 segundos. (con una ROM 2.1 y el Workbench 2.0). Además incorporaba su propio conmutador para alternar entre los 40Mhz, más los 4 megas de RAM, (Modo Turbo) y los 6 MHz originales del motorola 68000 del Amiga. En España, a finales de los años 80, junto a sus homónimos superiores, el 1200, el 3000 y el 4000 (posteriormente, fueron usados con placas PowerPC) consistieron en las primeras estaciones de creación de vídeos para karaoke, y de todo tipo de presentaciones multimedia; como las usadas en las videoconsolas CD-TV. Finalmente, llegaron a rebautizarlos con el sobrenombre de Tostadoras o Tostadoras de vídeo (Video Toasters).